# لویید شرر
لویید شرر (انگلیسی: Lloyd Sherr؛ زادهٔ ۲۸ فوریهٔ ۱۹۵۶) همچنین شناخته شده با نام هنری مکس رافائل (انگلیسی: Max Raphael) یک هنرمند صداپیشه اهل ایالات متحده آمریکا است که با ارائه متعدد صداهای مختلف در فیلم‌های انیمیشن، نمایش‌های تلویزیونی و بازی‌های ویدئویی به ایفای نقش می‌پردازد.
وی از سال ۱۹۸۴ میلادی تاکنون مشغول فعالیت بوده‌است. از فیلم‌ها یا برنامه‌های تلویزیونی که وی در آن نقش داشته‌است می‌توان به رئیس مزرعه اشاره کرد.